# Lillo Brancato
Lillo Brancato Jr. (Bogotá, 30 maart 1976) is een Colombiaans-Amerikaans acteur. Hij groeide op in Yonkers, binnen een Italo-Amerikaanse gemeenschap, waar hij zichzelf ook toe rekent. Brancato is vooral bekend van zijn rol als Calogero Anello uit A Bronx Tale en als Matthew Bevilaqua uit de hitserie The Sopranos.